# Virbia xanthopleura
Virbia xanthopleura är en fjärilsart som beskrevs av George Francis Hampson 1898. Virbia xanthopleura ingår i släktet Virbia och familjen björnspinnare. Inga underarter finns listade i Catalogue of Life.